# オジェニ・オナジ
オジェニ・エディ・オナジ（Ogenyi Eddy Onazi, 1992年12月25日 - ）は、ナイジェリア・ジョス出身のサッカー選手。傑志体育会所属。元ナイジェリア代表。ポジションはMF。

## クラブ経歴

### キャリア初期
オナジは、故郷ジョスのペプシ・フットボール・アカデミーでキャリアを始め、半年後にプロクラブエル・カミネ・ウォーリアーズの下部組織に入団した。その後、才能ある若手選手を育成するためTBジョシュア牧師によって設立されたマイピープルFCでプレーするためラゴスに移動した。

### ラツィオ
2011年、同僚のサニ・エマニュエルと共にSSラツィオの下部組織に入団。すぐさま、印象的なパフォーマンスを見せ加入年にトップチームへ昇格すると、シーズン終盤のアタランタBC戦で90分にセナド・ルリッチに代わりセリエAデビューを果たし、チームはスタディオ・アトレティ・アズーリ・ディターリアで2-0の勝利を収めた。オナジはスティーヴン・マキンワに続いでラツィオでプレーした2人目のナイジェリア人選手となった。
2012-13シーズンは、ヴラディミル・ペトコヴィッチ監督の下でローテーション要因としてプレー。2012年9月21日のUEFAヨーロッパリーグ・トッテナム・ホットスパーFC戦を始め、守備的MFのクリスティアン・レデスマとコンビを組み出場機会が増加した。翌2013-14シーズンには29試合に出場したが、その後は徐々に出場機会を減らしていった。

### トラブゾンスポル
2016年8月2日、トルコのトラブゾンスポルへの移籍が発表された。8月20日に行われた開幕戦のカスムパシャSK戦で、トラブゾンスポルでのデビューを果たし、2得点を挙げる活躍を見せた。

### デニズリスポル以降
2020年1月15日、同年6月まで残っていたトラブゾンスポルとの契約を解除し、同じくスュペル・リグのデニズリスポルに6ヶ月契約（1年の延長オプション付き）で加入。これ以降、オナジは短期間でクラブを転々とするキャリアを歩むことになる。
2020年10月4日、デンマーク・スーペルリーガのスナユスケ・フッボルトと契約。しかし、加入からわずか3ヶ月後の2021年1月5日にクラブと双方合意の下に契約解除して退団。
2021年2月18日、リトアニア・Aリーガ王者のFKジャルギリスに加入。7月13日にリンフィールドFCのホームウィンザー・パークで行われたUEFAチャンピオンズリーグ 2021-22予選1回戦2ndレグにおいてオナジは前半44分にチーム2点目となるゴールを決めて、予選2回戦進出に貢献した。8月18日、クラブと双方合意の下で契約を解除。
2021年8月19日、デニズリスポルに復帰。
2022年1月25日、サウジアラビアのアル・アダラーFCに移籍。
2022年8月29日、イタリア・セリエDのカゼルターナFCに加入。
2023年1月10日、バーレーンのイースト・リファー・クラブに加入。

### 傑志体育会
2023年7月12日、香港プレミアリーグ王者でAFCチャンピオンズリーグ2023/24に出場する傑志体育会への加入が発表された。

## 代表経歴
16歳の頃にU-17代表として連覇を目指した2009 FIFA U-17ワールドカップに同僚のサニ・エマニュエルと共に出場。優勝は逃したものの、チームの準優勝に貢献した。2年後には2011 FIFA U-20ワールドカップへ向けてポルトガルとパナマのトレーニングキャンプに参加していたが落選した。
アフリカネイションズカップ2013予選のリベリア戦でA代表デビューを果たし、出場2試合目となったベネズエラ戦で初得点を記録した。
アフリカネイションズカップ2013のメンバーに選ばれると、グループリーグで先発出場はザンビア戦の1試合のみだったが、決勝トーナメントは決勝戦のブルキナファソ戦を含め全試合先発出場し、優勝に貢献した。

## 個人成績

### クラブでの成績
2017年6月3日現在　出典：soccerway.com
| クラブ           | シーズン | リーグ戦       | リーグ戦 | リーグ戦 | カップ戦 | カップ戦 | UCL  | UCL  | UEL  | UEL  | その他 | その他 | 合計 | 合計 |
| クラブ           | シーズン | リーグ         | 試合     | 得点     | 試合     | 得点     | 試合 | 得点 | 出場 | 得点 | 試合   | 得点   | 試合 | 得点 |
| ---------------- | -------- | -------------- | -------- | -------- | -------- | -------- | ---- | ---- | ---- | ---- | ------ | ------ | ---- | ---- |
| SSラツィオ       | 2011-12  | セリエA        | 1        | 0        | 0        | 0        | -    | -    | 0    | 0    | -      | -      | 1    | 0    |
| SSラツィオ       | 2012-13  | セリエA        | 15       | 1        | 2        | 0        | -    | -    | 11   | 1    | -      | -      | 28   | 2    |
| SSラツィオ       | 2013-14  | セリエA        | 29       | 1        | 2        | 0        | -    | -    | 8    | 1    | 1      | 0      | 40   | 2    |
| SSラツィオ       | 2014-15  | セリエA        | 16       | 1        | 3        | 0        | -    | -    | -    | -    | -      | -      | 19   | 1    |
| SSラツィオ       | 2015-16  | セリエA        | 15       | 1        | 0        | 0        | 2    | 0    | 4    | 1    | 1      | 0      | 22   | 2    |
| SSラツィオ       | 合計     | 合計           | 76       | 4        | 7        | 0        | 2    | 0    | 23   | 3    | 2      | 0      | 110  | 7    |
| トラブゾンスポル | 2016-17  | スュペル・リグ | 32       | 2        | 6        | 0        | -    | -    | -    | -    | -      | -      | 38   | 2    |
| 合計             | 合計     | 合計           | 108      | 6        | 13       | 0        | 2    | 0    | 23   | 3    | 2      | 0      | 148  | 9    |

1. ↑  予選、プレーオフも含む。
2. ↑  予選、プレーオフも含む。

## 代表歴

### 出場大会
- ナイジェリア代表
  - 2014 FIFAワールドカップ
  - 2018 FIFAワールドカップ

### 試合数
- 国際Aマッチ 53試合 1得点（2012年-2018年）[22]

| ナイジェリア代表 | 国際Aマッチ | 国際Aマッチ |
| 年               | 出場        | 得点        |
| ---------------- | ----------- | ----------- |
| 2012             | 2           | 1           |
| 2013             | 16          | 0           |
| 2014             | 13          | 0           |
| 2015             | 7           | 0           |
| 2016             | 5           | 0           |
| 2017             | 5           | 0           |
| 2018             | 5           | 0           |
| 通算             | 53          | 1           |

### 得点
| #  | 日時           | 場所                            | 対戦相手   | スコア | 最終結果 | 大会     |
| -- | -------------- | ------------------------------- | ---------- | ------ | -------- | -------- |
| 1. | 2012年11月14日 | マーリンズ・パーク （マイアミ） | ベネズエラ | 3–1    | ○3–1     | 親善試合 |

1. ↑  勝(○)、分(▲)、敗(●)

## タイトル

### クラブ
SSラツィオ
- コッパ・イタリア 2012-13

トラブゾンスポル
- テュルキエ・クパス 2019-20

### 代表
ナイジェリア代表
- アフリカネイションズカップ: 2013